# Cerdeira (Sabugal)
Cerdeira is een plaats (freguesia) in de Portugese gemeente Sabugal en telt 262 inwoners (2001).